# Ninguém Entra, Ninguém Sai
Ninguém Entra, Ninguém Sai é um filme brasileiro de  comédia, que estreou dia 4 de maio de 2017, e foi protagonizado por Letícia Lima, Paulinho Serra, Emiliano D'Ávila, Danielle Winits, Mariana Santos, entre outros.

## Sinopse
Suellen (Letícia Lima), uma moça romântica e estudiosa, tem um sonho: pretende casar-se com seu namorado, Edu (Emiliano D'Ávila), e construir sua nova família. Certo dia, ela é selecionada para um projeto bizarro em seu trabalho e acredita que essa pode ser a chance para que seu casamento aconteça mais rápido. Porém, ela descobre que vai ficar confinada em um motel com outros casais, o que vai fazer ela repensar nos seus planos para o seu futuro.

## Elenco
| Ator/Atriz            | Personagem      |
| --------------------- | --------------- |
| Letícia Lima          | Suellen         |
| Emiliano D'Ávila      | Edu             |
| Paulinho Serra        | Donizete        |
| Danielle Winits       | Letícia         |
| Tatsu Carvalho        | Acauã           |
| João Côrtes           | Caju            |
| Bella Piero           | Bebel           |
| Mariana Santos        | Margot          |
| Rafael Infante        | Alexandre       |
| Guta Stresser         | Francisca       |
| Gabriel Totoro        | Jujuba          |
| Izak Dahora           | Carlão          |
| Renata Castro Barbosa | Edilene         |
| Bruno Bebianno        | Médico          |
| Antônio Pedro         | João            |
| Anselmo Vasconcelos   | Dr. Fuzzili     |
| Monique Alfradique    | Dra. Severine   |
| André Mattos          | Coronel Padilha |
| Sérgio Mallandro      | Pai Lilico      |
| Catarina Abdalla      | Jéssica         |
| Leo Bahia             | Roberto         |
| Nizo Neto             | Joel            |
| Camila Carandino      | Renata          |
| Breno Guimarães       | Augusto         |
| Maurício Xavier       | Dr. Carlos      |
| Atualpa Frota         | Ataualpa        |
| Hsu Bun Lung          | Xiao Long       |
| Rosa Nogueira         | Cristal         |
| Robson Torinni        | Segurança       |

### Participações especiais
| Ator/Atriz      | Personagem             |
| --------------- | ---------------------- |
| Sidney Magal    | Ele Mesmo              |
| Sabrina Korgut  | Repórter Maria Cláudia |
| Ricardo Boechat | Repórter Oscar Ribeiro |

## Ligações Externas
- Ninguém Entra, Ninguém Sai. no IMDb.